# DRAGON ATTACK!
DRAGON ATTACK!（ドラゴンアタック）は、日本の作曲家、編曲家。

## 人物・略歴
主に株式会社チャンピオンソフトのブランドであるアリスソフトの音楽を外注にて手掛けている。それ以前にチャンピオンソフトでフロッピーディスクコピーや箱詰めのバイトをした経験がある。後に大手コンシュマーメーカーでも活躍した。そちらの名義は公表されていない。Shadeがチャンピオンソフトに入社するまではほぼ全ての作品を一人で担当していた。
当初は「にいちゃん」名義で楽曲を制作し、その後は『Rance -光をもとめて』で「一太郎」名義を使用、担当した作品を追う毎に「二太郎」、「三太郎」等、名義の数字部分を変更していた。後、「雷丸」名義を経て、『かえるにょ・ぱにょ～ん』以降は主に「DRAGON ATTACK!」の名義を使用している。
作曲/編曲他、演奏も自身が行っており、『レジェンド・オブ・ランス ―鬼畜伝説―』等に収録されている楽曲は作曲・編曲・演奏を全てDRAGON ATTACK!が手掛けている。『Alice Sound Box -Character Festival 2002-』に収録されている「Rough Edge」や『ALICE SOUND COLLECTION Ⅶ ～ re_birth ～』の「Dash! to truth」にはギターとして参加している。

## 作品リスト・略歴

### ゲーム（作曲担当）
初期
- 1988年5月　Little Vampire　※チャンピオンソフトの作品。 - 「にいちゃん」名義(移植版の雑談コーナーでは「一？太郎」名義)
- 1988年11月 学園戦記　※チャンピオンソフトの作品。 - 「にいちゃん（180cm）」名義
- 1989年7月　Rance -光をもとめて- ※チャンピオンソフトの4作品(『Little Vampire』を含む)の楽曲も使用されている。 - 「一太郎」名義 (Windows95版編曲:Shade)
- 1989年7月　Intruder -桜屋敷の探索- - 「二太郎」名義
- 1989年8月　CRESCENT MOON がぁる - 「三太郎」名義
- 1989年10月 あぶないてんぐ伝説 - 「四太郎」名義
- 1989年12月 D.P.S. - 「五太郎（１００太郎まで後９５タイトル）」名義
- 1990年5月　Rance II -反逆の少女達- ※1作目の楽曲も使用されている。 - 名義はアリスの館コーナーでは「７太郎」表記、エンディングでは「七太朗」表記
- 1990年8月　D.P.S. SG - 「８太郎」名義
- 1990年12月 闘神都市 - 「９太郎」名義
- 1991年4月　D.P.S. SG set2 - 「８太郎」名義
- 1991年11月 Rance III -リーザス陥落- ※1～2作目の楽曲も使用されている。 - 名義はマニュアルでは「１１太郎」、エンディングでは「１２太郎」 (BGM移植:Shade)
- 1991年12月 D.P.S. SG set3 - 「８太郎、１０太郎」名義

「雷丸」名義
- 1992年4月　Dr.STOP!
- 1992年9月　Super D.P.S.
- 1992年12月 DALK
- 1993年5月　ぷろすちゅーでんとG
- 1993年9月　あゆみちゃん物語
- 1993年12月 Rance IV -教団の遺産-
- 1994年4月　AmbivalenZ -二律背反-
- 1994年8月　宇宙快盗ファニーBee
- 1994年12月 闘神都市II
- 1995年7月　夢幻泡影
- 1995年11月 D.P.S. 全部
- 1995年12月 ランス4.1 〜お薬工場を救え!〜
- 1995年12月 ランス4.2 〜エンジェル組〜

「DRAGON ATTACK!」名義
- 1997年8月　かえるにょ・ぱにょ〜ん - 「雷丸あらため Dragon Attack」とクレジット
- 1998年4月　王道勇者
- 1998年5月　DiaboLiQuE
- 1999年1月　ぷろすちゅ★でんとGood
- 1999年3月　守り神様
- 1999年11月 DARCROWS
- 2000年7月　SeeIn青 -シーンAO-
- 2000年7月　妖精
- 2001年6月　王子さまLV1　※Alice Blueの作品。「アリスブルーのテーマ」を除く。
- 2001年11月 大悪司　※一部楽曲を除く。
- 2002年8月　超昂天使エスカレイヤー　※オープニング曲「OverBeat -明日へのエスカレーション-」を除く。
- 2003年6月　シェル・クレイル 〜愛しあう逃避の中で〜
- 2003年8月　ナイトデーモン-夢鬼-
- 2004年8月　Rance VI -ゼス崩壊-
- 2004年12月 ALICEの館7（ふたなりタマちゃん、DEBUT、ZERO）　※一部楽曲を除く。
- 2007年10月 お嬢様をいいなりにするゲーム　※一部楽曲のみ担当。
- 2008年9月　AliveZ

### ボーカル曲
- 心のツバサ

『SeeIn青 -シーンAO-』オープニング曲。
- だから今は笑顔のままで・・・

『SeeIn青 -シーンAO-』エンディング曲。

### その他
- アリスのテーマ
- 我が栄光

### CD
- 『Alicesoft Sound Album』シリーズ
  - 超昂天使エスカレイヤー Alicesoft Sound Album Vol.01
  - シェル・クレイル 〜愛しあう逃避の中で〜 Alicesoft Sound Album Vol.03-2
  - ナイトデーモン-夢鬼- Alicesoft Sound Album Vol.03-3
  - Rance VI -ゼス崩壊- Alicesoft Sound Album Vol.05
  - ALICEの館7 Alicesoft Sound Album Vol.06-2
  - お嬢様をいいなりにするゲーム Alicesoft Sound Album Vol.12
  - AliveZ Alicesoft Sound Album Vol.14

- 他
  - レジェンド・オブ・ランス ―鬼畜伝説―
  - レジェンド・オブ・ランスⅡ ―鬼畜伝説Ⅱ―
  - Alice Sound Collection Ⅳ
  - SeeIn青 song CD
  - Alice Sound Collection Ⅵ